# Ревда (административно-территориальная единица)
Административно-территориальная единица город Ревда — административно-территориальная единица Свердловской области Российской Федерации со статусом, соответствующим категории города областного подчинения. Административный центр — город Ревда.
С точки зрения муниципального устройства на территории АТЕ город Ревда образованы два городских округа: Ревда и Дегтярск.

## География
Город Ревда как административно-территориальная единица граничит:
- на западе с Нижнесергинским районом;
- на севере с городом Первоуральском;
- на северо-востоке с городом Екатеринбургом;
- на востоке и юге с городом Полевским.

## История

### Ревдинский горсовет
3 мая 1935 года рп Ревда был преобразован в город областного подчинения и выделен из состава Первоуральского района.
1 ноября 1935 года Ревдинскому горсовету были подчинены рп Дегтярка и Красноярский, Кунгурский, Мариинский сельсоветы.
18 ноября 1954 года рп Дегтярка был преобразован в город районного подчинения Дегтярск. Мариинский и Красноярский сельсоветы были объединены в один Мариинский сельсовет.
1 февраля 1963 года горсовет Ревды был подчинён Свердловскому областному (промышленному) совету депутатов трудящихся. Ревдинскому горсовету были переданы в подчинение Кунгурский и Мариинский сельсоветы, а также горсовет Дегтярска.
28 апреля 1963 года ст. Капралово Свердловской ж.д. была переименована в ст. Ревда.
12 ноября 1965 года пос. Полевское Мариинского сельсовета Ревды был передан в административно-территориальное подчинение Зюзельского поссовета города Полевского.
11 октября 1972 года были исключены как прекратившие существование пос. Бардым и Курганка Мариинского сельсовета.
13 ноября 1975 года центр Кунгурского сельсовета был перенесен из с. Кунгурки в пос. Крылатовский, Кунгурский сельсовет переименован в Крылатовский.
9 февраля 1977 года были уточнены как правильные наименования: пос. Кислянка (вместо варианта пос. Кислянка Дегтярская) Дегтярского горсовета, пос. Крылатовский (вместо варианта пос. Крылатовка) Крылатовского сельсовета, пос. Краснояр (вместо варианта с. Краснояр) Мариинского сельсовета.
1 апреля 1977 года в Ревдинском горсовете пос. 11 км был объединён с пос. Дом отдыха как фактически слившийся.
2 февраля 1978 года было определено как правильное наименование пос. Кислянка-Дегтярская (вместо пос. Кислянка Дегтярская).
8 июля 1985 года пос. Дом отдыха Ревдинского горсовета был переименован в пос. Бережок.

### Муниципальные образования
В 1996 году на территории города Ревды как административно-территориальной единицы были созданы два муниципальных образования:
- на территории Дегтярского горсовета — муниципальное образование город Дегтярск;
- на остальной территории — муниципальное образование со статусом района — Ревдинский район.

17 декабря 1996 года муниципальные образования были включены в областной реестр.
С 31 декабря 2004 года муниципальные образования Ревдинский район и город Дегтярск были наделены статусом городского округа.
С 1 января 2006 года были утверждены наименования городской округ Ревда и, соответственно, городской округ Дегтярск.

## Населённые пункты, административно-территориальное устройство
В состав АТЕ город Ревда входят 12 населённых пунктов: 2 города, все остальные сельские. До 1 октября 2017 года сельские населённые пункты делились на 2 сельсовета, сельские населённые пункты в подчинении города Дегтярска и сельские населённые пункты, непосредственно входящие в город.

### Административно-территориальное устройство до 1.10.2017
| №        | ТЕ / АТЕ       | Состав                                      | ГО       |
| -------- | -------------- | ------------------------------------------- | -------- |
| 1        | город Дегтярск | Дегтярск, посёлки Бережок, Вязовая, Чусовая | Дегтярск |
| 2        | город Ревда    | Ревда                                       | Ревда    |
| 3        | с.н.п.         | посёлки Гусевка, Емелино, Ледянка           | Ревда    |
| 3.000001 | сельсоветы     |                                             |          |
| 4        | Крылатовский   | посёлок Крылатовский, село Кунгурка         | Ревда    |
| 5        | Мариинский     | село Мариинск, посёлок Краснояр             | Ревда    |

### Населённые пункты
| №  | Населённый пункт | Тип населённого пункта | Население | Городской округ |
| -- | ---------------- | ---------------------- | --------- | --------------- |
| 1  | Бережок          | посёлок                | ↘45       | Дегтярск        |
| 2  | Вязовая          | посёлок                | ↘0        | Дегтярск        |
| 3  | Гусевка          | посёлок                | ↗118      | Ревда           |
| 4  | Дегтярск         | город                  | ↘15 061   | Дегтярск        |
| 5  | Емелино          | посёлок                | ↗22       | Ревда           |
| 6  | Краснояр         | посёлок                | ↗193      | Ревда           |
| 7  | Крылатовский     | посёлок                | ↘294      | Ревда           |
| 8  | Кунгурка         | село                   | ↗237      | Ревда           |
| 9  | Ледянка          | посёлок                | ↘173      | Ревда           |
| 10 | Мариинск         | село                   | ↘249      | Ревда           |
| 11 | Ревда            | город, адм. центр      | ↘59 521   | Ревда           |
| 12 | Чусовая          | посёлок                | ↘0        | Дегтярск        |